# Port lotniczy Durham-Tees Valley
Port lotniczy Durham-Tees Valley (ang. Durham Tees Valley Airport, kod IATA: MME, kod ICAO: EGNV) – lotnisko w północno-wschodniej Anglii, położony ok. 10 km na wschód od Darlington, ok. 16 km na południowy zachód od Middlesbrough i 39 km na południe od Durham.

## Linie lotnicze i połączenia
| Linia lotnicza  | Kierunek                                                    |
| --------------- | ----------------------------------------------------------- |
| BH Air          | Sezonowo: 1. Burgas                                         |
| Eastern Airways | Sezonowo: 1. / Jersey                                       |
| KLM             | 1. Amsterdam                                                |
| Loganair        | 1. Aberdeen                                                 |
| Ryanair         | 1. Alicante Sezonowo: 1. Korfu 2. Faro 3. Palma de Mallorca |
| TUI Airways     | Sezonowo: 1. Dalaman (od 28 maja 2024) 2. Palma de Mallorca |